# تشناران (بجنورد)
تشناران (بالفارسية: چناران) هي قرية تقع في إيران في قسم بابا امان الريفي. يقدر عدد سكانها بـ 3,658 نسمة .